# Tatsachenirrtum
Beim Tatsachenirrtum irrt der Täter über Tatsachen (im Gegensatz zum Rechtsirrtum). Ein Tatsachenirrtum kann im aktuellen Strafrecht Deutschlands einen Tatbestandsirrtum, Erlaubnistatbestandsirrtum oder Entschuldigungstatbestandsirrtum  darstellen.
Der Tatsachenirrtum war in der Rechtsprechung des Reichsgerichts ein Begriff des Strafrechts Deutschlands. Diese unterschied zwischen Tatsachenirrtum, außerstrafrechtlichem Rechtsirrtum und strafrechtlichen Rechtsirrtum. Danach war der außerstrafrechtliche Rechtsirrtum wie ein Tatsachenirrtum zu behandeln (ergänze: also relevant) und ein strafrechtlicher Rechtsirrtum irrelevant. Diese Rechtsansicht wurde spätestens mit dem Beschluss des Großen Senates in Strafsachen des Bundesgerichtshofes vom 29. Mai 1961 aufgegeben.